# Pas de Gardena
Pas de Gardena o Coll de Gardena (italià: Passo Gardena ; alemany: Grödnerjoch ; Ladin Ju de Frara o Jëuf de Frea) és un port d'alta muntanya a les Dolomites del Tirol del Sud al nord - est d'Itàlia.
A una cota de 2,136 m (7,008 ft) sobre el nivell del mar, el coll connecta Sëlva a la Val Gardena al costat oest amb Corvara a la Val Badia. El camí que hi ha per sobre comprèn part de la famosa Anella del Sella, en la qual quatre colls enllaçats (Gardena, Sella, Pordoi i Campolongo) encerclen l'espectacular grup del Sella. Durant l'estiu, la ruta està molt concorreguda amb turistes, motociclistes i ciclistes. Hi ha allotjaments turístics al coll mateix i els excursionistes visiten el coll per accedir a les espectaculars muntanyes Dolomites.

## Història
El territori del coll de Gardena ha estat freqüentat per l'home des de la prehistòria : S'han realitzat troballes neolítiques, considerades les més antigues de totes les Dolomites, entre elles eines pertanyents als caçadors de la zona durant els mesos d'estiu, que no hi vivien de manera permanent.
Més recentment, el coll va servir de línia divisòria entre els principats episcopals de Trento i Bressanone durant gairebé 800 ans (del 1027 al 1803), fins a la creació de la província del Tirol que els va unificar.
L'any 1915, durant la Primera Guerra Mundial, es va construir la primera carretera per a vehicles de motor, d'importància estratègica per al proveïment de tropes.
A partir de mitjans del 1900, el coll va començar a adquirir cada cop més importància en el turisme. L'any 1960 es va construir l'actual carretera.

## Geografia
El coll de Gardena, situat al cor de les Dolomites, està enclavat entre imponents massissos : al sud hi ha el grup del Sella, a l'oest el grup del Sassolungo, i al nord el grup de Puez, situat al parc natural de Puez-Odle. A prop del coll serpentegen diversos rius, inclòs el Rio Frea, que alimenta el Rio Gardena.
Al nord del coll, a les proximitats directes, s'observa la serra dels Pizes de Cir amb un cim de 2592 metres d'altitud, el Gran Cir.

El coll és el punt de partida de moltes rutes de senderisme. Entre d'altres, les rutes porten a la vall de Dantercepies, al refugi de Pisciadù i al grup Cir. Alta via n. 2, que surt de Bressanone i arriba a Feltre passa pel coll de Gardena.

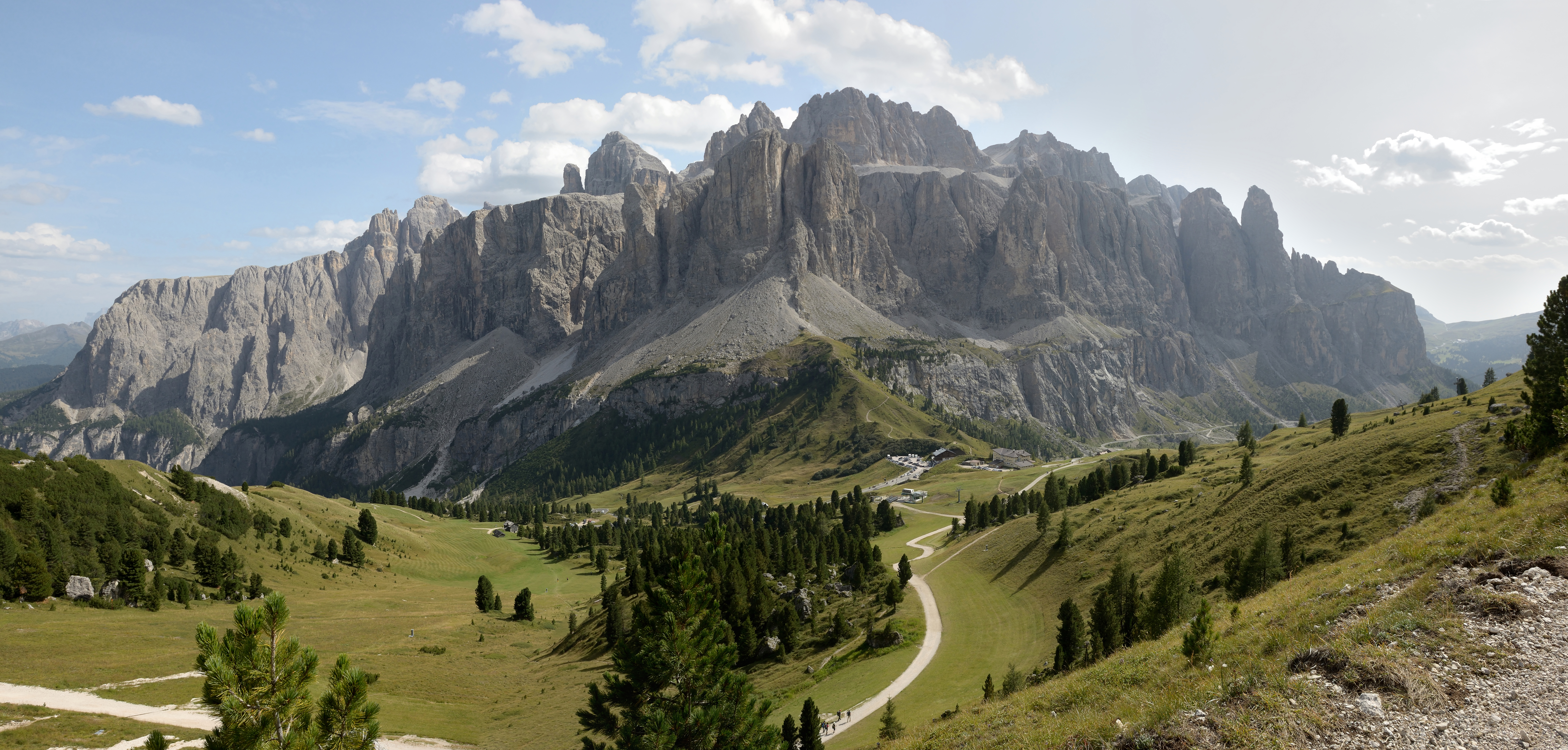
Vista del coll amb el grup del Sella al fons.
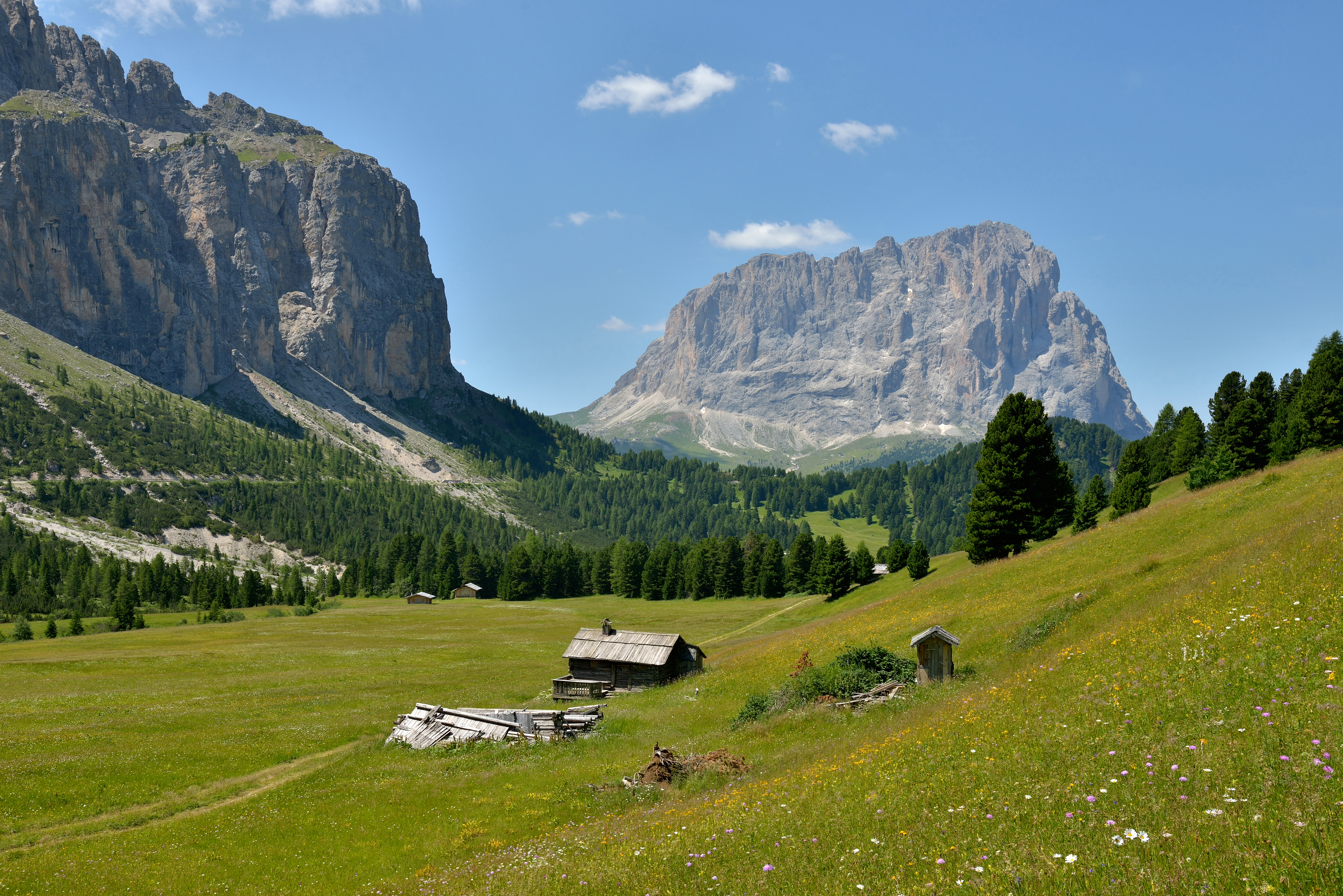
Vista del coll de Gardena i el Sassolungo al fons.
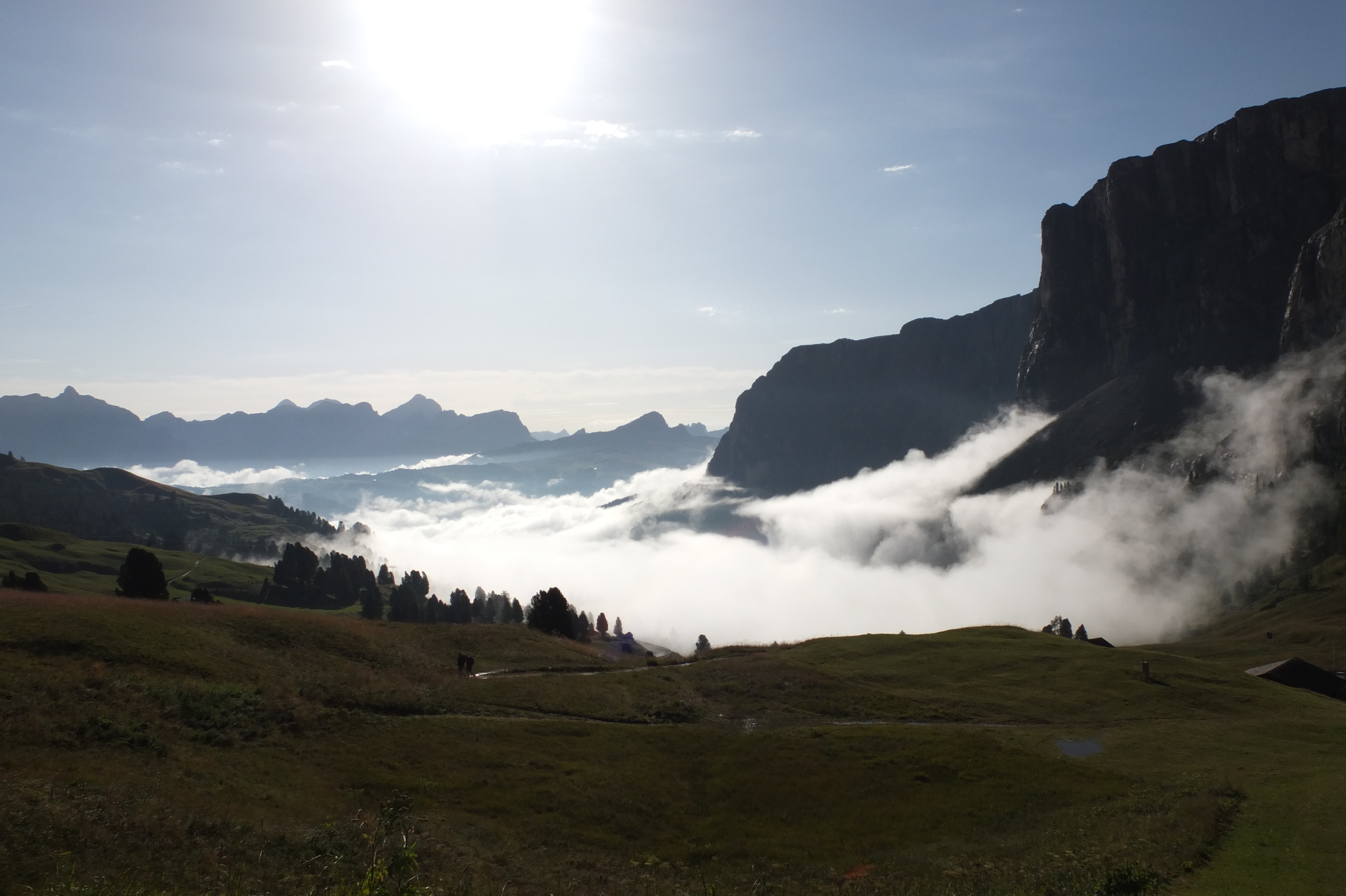
Panorama del pas.

## Esquí
La Copa del Món masculina d'esquí alpí se celebra anualment a mitjans de desembre a banda i banda del coll, amb un descens a la Val Gardena i el clàssic eslàlom gegant Gran Risa a l'Alta Badia.

El coll està equipat a banda i banda amb nombrosos remuntadors i pistes d'esquí, com ara les pistes de Dantercepies i Cir que parteixen del coll i arriben a Selva di Val Gardena. Tots els remuntadors formen part de la zona de Dolomiti Superski i són una de les quatre etapes del circuit d'esquí alpí anomenat Sellaronda. 

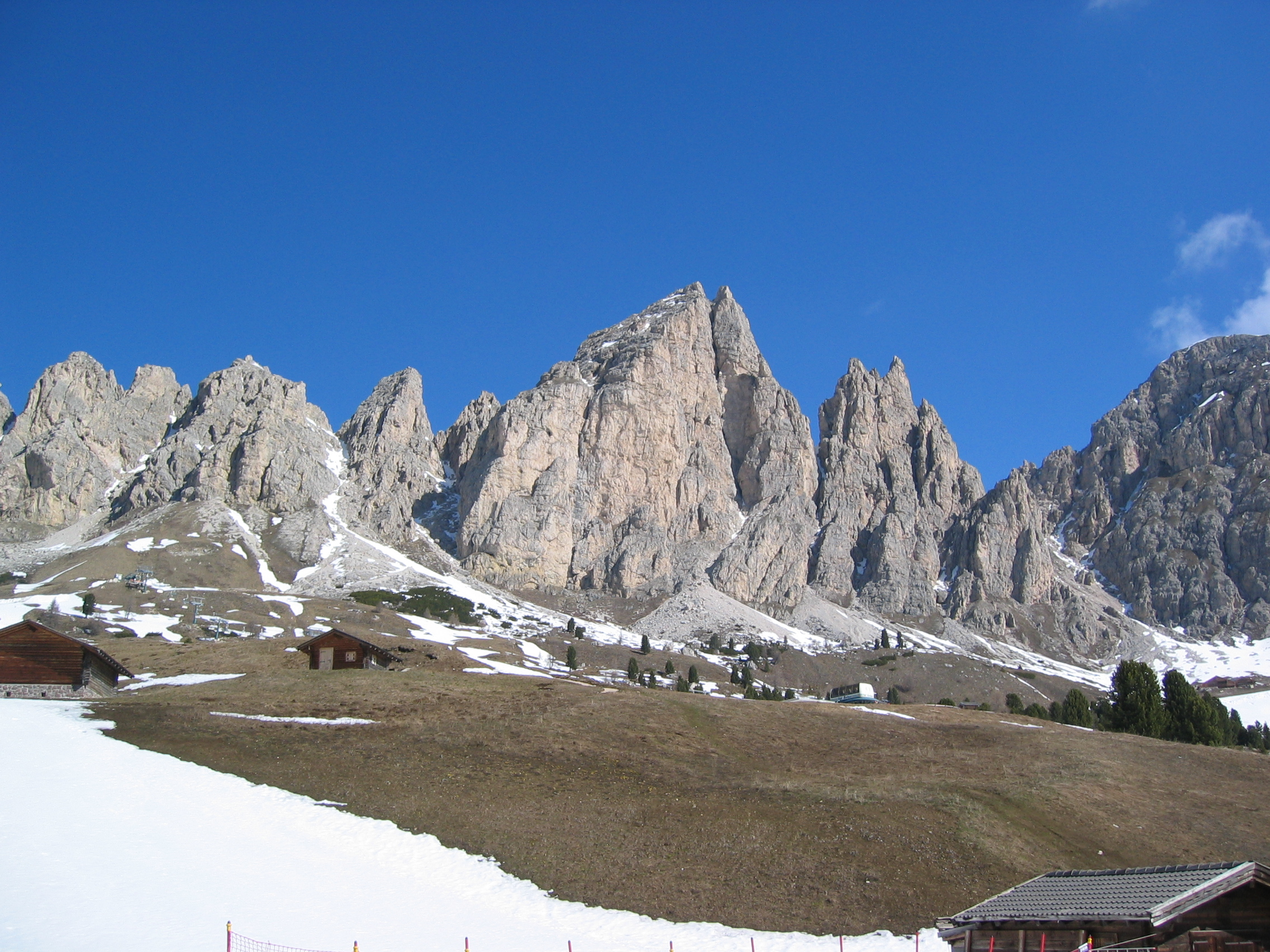
Remuntadors a les pistes del grup Cir.
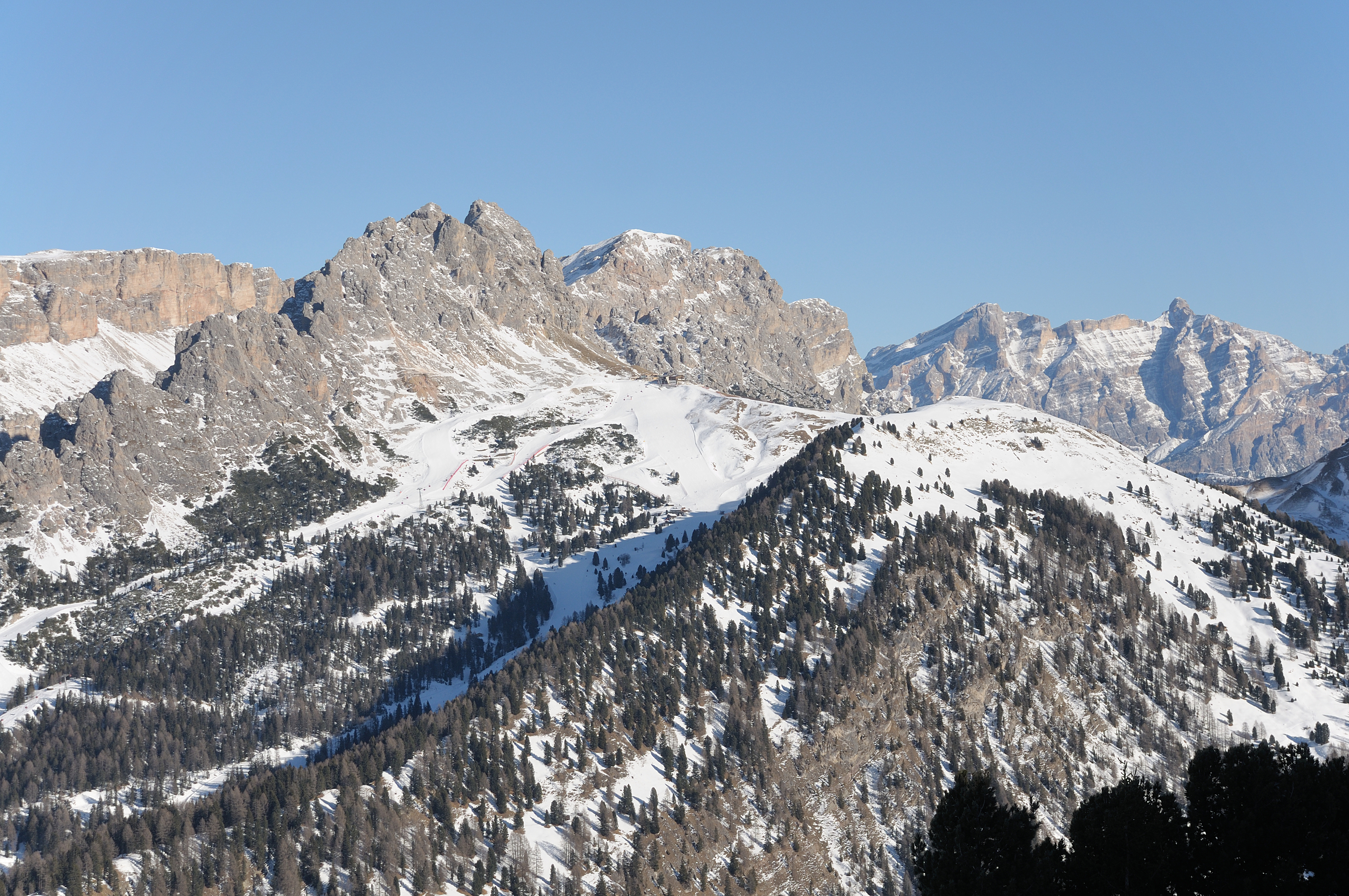
Pista d'esquí Dantercepies .
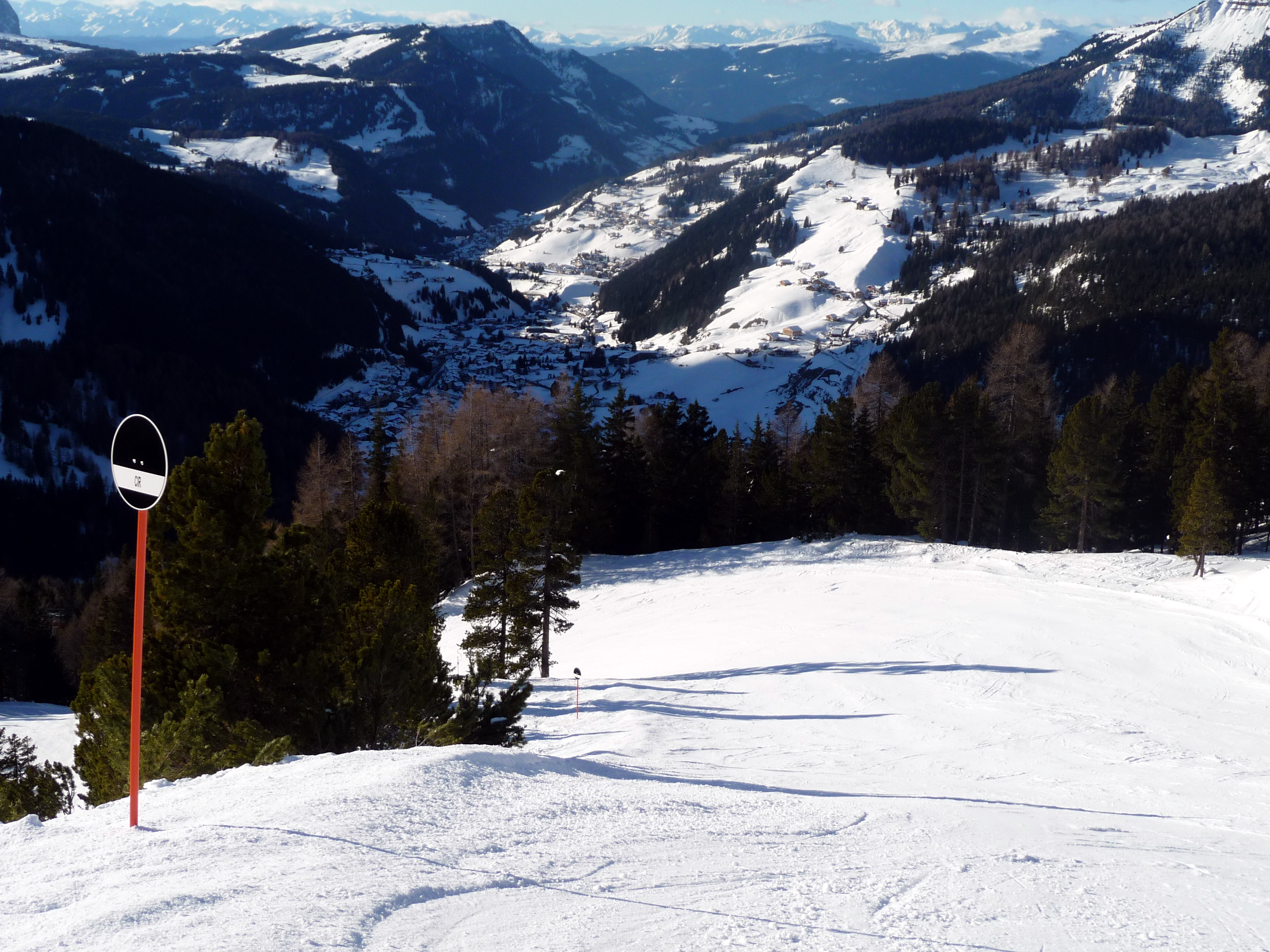
Pista d'esquí del Cir negre.

## Via ferrada
El coll és el punt de partida d'algunes vies ferrades :
- just a sota del coll, entrant una mica a la Val Badia, és el punt de partida d'una de les vies ferrates més famoses de les Dolomites, la ferrata Tridentina ;
- al nord del coll hi ha l'inici de dues vies ferrates que pugen pel Gran Cir i les Pizzes de Cir, la primera sens dubte la més fàcil.

## Ciclisme

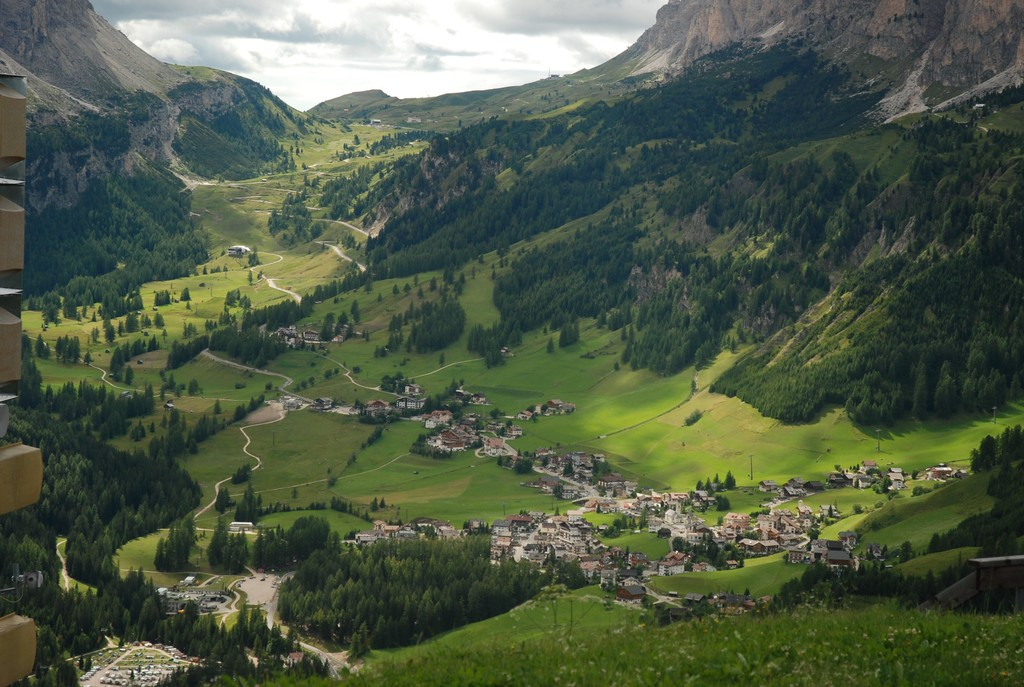
La pujada al coll de Gardena des de Colfosco.

El coll de Gardena és el quart dels set ports de muntanya de Dolomites que els corredors creuen a la cursa anual de bicicletes Maratona dles Dolomites d'un sol dia.
Tot i que l'ascens al coll de Gardena no és el més exigent, és molt popular entre els ciclistes per l'ambient i el pintoresc de l'entorn, tant pel costat de la Val Badia com pel costat de la Val Gardena.
Des de Selva di Val Gardena, el coll és accessible amb 10,5 km de desnivell de 560 m. La carretera puja constantment fins al setè quilòmetre, després es suavitza durant uns 2 km. En el darrer tram, les pistes es fan més exigents. El pendent mitjà és de 5,3 %, el màxim d'11 %. Després d'uns 5 km de pujada, just a sobre del Plan de Gralba, hi ha la cruïlla que porta al coll del Sella, pujant-ne 5,5 km.
Des de Corvara, en canvi, la carretera puja amb més fermesa, travessa el caseriu de Colfosco i arriba al coll després de 9,6 km (600 m de desnivell). La pujada té un desnivell mitjà de 6,2 % amb trams superiors a 10 %.

El coll ha estat sovint utilitzat pel Tour d'Itàlia, sovint al mateix temps que els propers colls de Sella, Campolongo o Pordoi. Malgrat la notable altitud, el coll de Gardena mai va ser Cima Coppi.

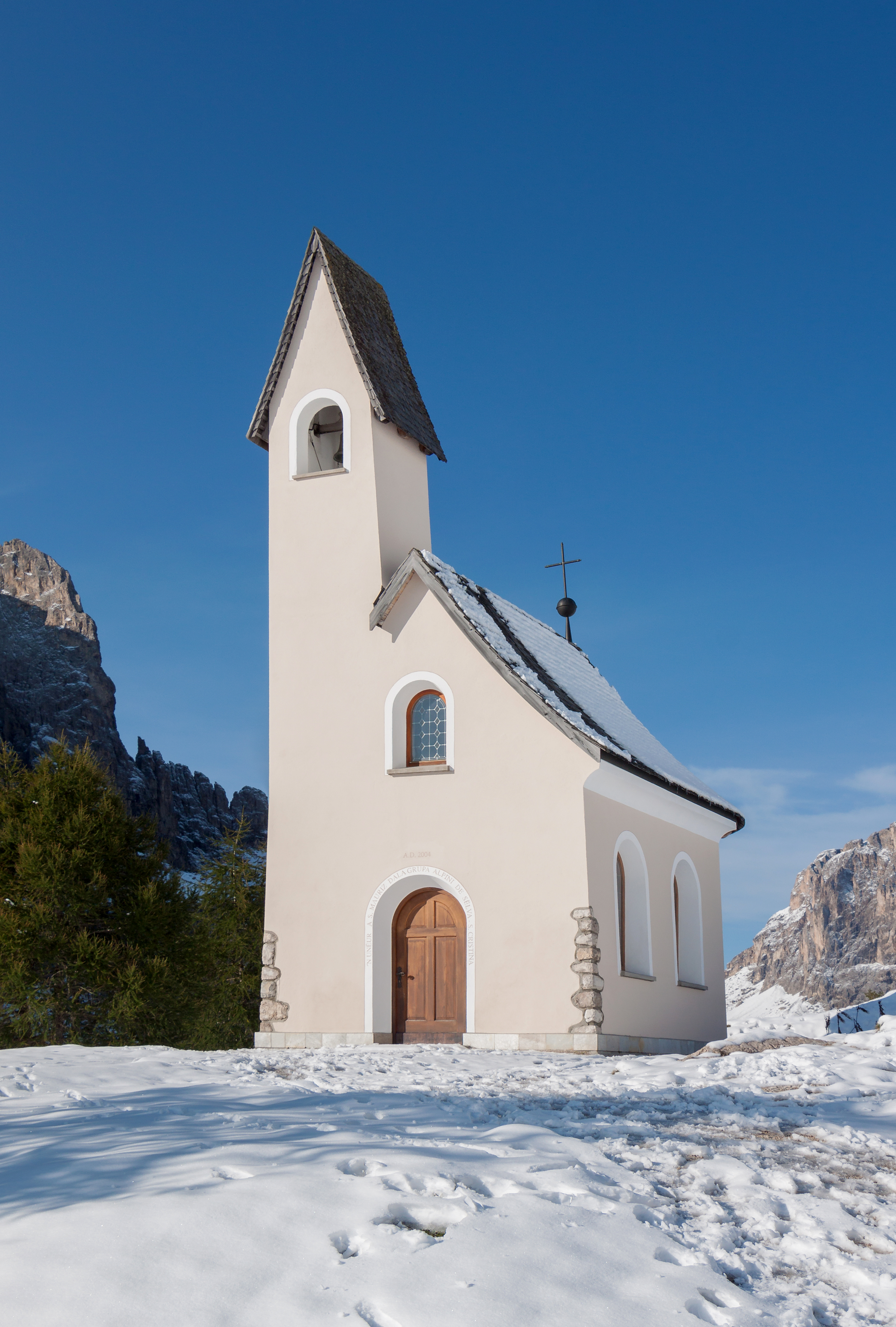
Capella de Sant Maurici

Diferents pujades del coll pel Giro
| Any  | Número d'etapa | Etapa                              | Primer al pas            | Ascens des de |
| ---- | -------------- | ---------------------------------- | ------------------------ | ------------- |
| 1949 | 11             | Bassano del Grappa a Bolzano       | Fausto Coppi             | Val Badia     |
| 1950 | 9              | Vicenza a Bolzano                  | Gino Bartali             | Val Badia     |
| 1954 | 20             | San Martino di Castrozza a Bolzano | Fausto Coppi             | Val Badia     |
| 1958 | 17             | Levico Terme a Bolzano             | Charly Gaul              | Val Badia     |
| 1969 | 21             | Rocca Pietore a Cavalese           | Italo Zilioli            | Val Badia     |
| 1976 | 19             | Longarone a Torri del Vajolet      | Andrés Gandarias         | Val Badia     |
| 1977 | 18             | Cortina d'Ampezzo a Pinzolo        | Faustino Fernández Ovies | Val Badia     |
| 1983 | 20             | Selva di Val Gardena fins a Arabba | Alessandro Paganessi     | Val Gardena   |
| 1984 | 20             | Selva di Val Gardena fins a Arabba | Laurent Fignon           | Val Gardena   |
| 1986 | 21             | Bassano del Grappa a Bolzano       | Acacio da Silva          | Val Badia     |
| 1987 | 16             | Sappada a Canazei                  | Jean Claude Bagot        | Val Badia     |
| 1989 | 15             | Corvara in Badia a Trento          | Luis Herrera             | Val Badia     |
| 1990 | 16             | Dobbiaco a Passo Pordoi            | Maurizio Vandelli        | Val Badia     |
| 1993 | 15             | Corvara in Badia a Lumezzane       | Mariano Piccoli          | Val Badia     |
| 2002 | 17             | Corvara in Badia a Folgaria        | Sergio Barbero           | Val Badia     |
| 2005 | 13             | Mezzocorona a Ortisei              | José Rujano              | Val Gardena   |
| 2016 | 14             | Alpago (Farra) a Corvara in Badia  | Ruben Plaza              | Val Gardena   |
| 2017 | 18             | Moena a Ortisei                    | Mikel Landa              | Val Badia     |